# هنري ألفريد لينيهان
هنري ألفريد ينيهان (بالإنجليزية: Henry Alfred Lenehan )‏ (و. 1843 – 1908 م) هو عالم فلك من أستراليا . ولد في سيدني .
توفي عن عمر يناهز 65 عاماً.